# Левицький Олег Романович
Олег Романович Левицький (нар. 18 серпня 1968, м. Чернівці) — саксофоніст, член українського джаз-рокового гурту «Брати Блюзу». З групою брав участь у гастролях в Україні та за рубежем: Австрії, Білорусі, Німеччині, Словаччині, США, Польщі, Франції та інших. 

## Із біографії
Олег Левицький народився 18 серпня 1968 року у м.Чернівці. 

У 1989 році закінчив Калуське культурно-освітнє училище (м. Калуш Івано-франківської області).

В 1991 році разом з братом Мирославом узяв участь у заснуванні музичного гурту «Брати Блюзу».

В цьому ж році, у фестивалі «Зірки Прикарпаття» (м. Івано-Франківськ), одержує Ґран-прі за віртуозну гру на саксофоні.

Через два роки визнаний одним з найкращих музикантів фестивалю «Червона рута-93» (м.Донецьк), а в складі гурту «Брати Блюзу» одержує Ґран-прі.

За більш як 20 років творчої діяльності Олег Левицький разом з групою «Брати Блюзу» бере участь у гастролях в Україні та за рубежем: Австрії, Білорусі, Німеччині, Словаччині, США, Польщі, Франції та інших, стає лауреатом багатьох фестивалів. Одружений  (1998 р ): дружина  Левицька Леся Ігорівна  ,  донька Андріанна 14 років (2008 р .н ). З 2014 року проживає острів Тайвань ,  Hualien. Працює музикантом  , шоу програма . 

Соло Олега Левицького на саксофоні в концерті «Днів української культури» в Перемишлі (Польща, 1995)

## Участь в найбільш визначних концертах та фестивалях
- 1992 — «Вивих» (м. Львів), «Вітер зі Сходу»;
- 1993 — «Червона Рута» (м. Донецьк), «Вітер зі Сходу»;
- 1994 — «Слов'янський базар»(Білорусь), «Сопот» (Польща);
- 1995 — музичний фестиваль « Україна, Весна, Славутич» (Україна); участь у концерті з нагоди приїзду в Україну президента США Вільяма Клінтона;
- 1996 — концерт у рамках днів української культури в м. Перемишль (Польща);
- 1997 — фестиваль «Таврійські ігри» (участь у проекті співачки Ані Лорак);
- 1998 — фестиваль «Pepsi Sziget 98» (Угорщина); фестиваль «Таврійські ігри» (музичний керівник групи співачки Ані Лорак);
- 1999 — музичний продюсер фестивалю «Брати блюзу, Різдво» (Україна);
- 2000 — участь у концерті з нагоди приїзду президента США Вільяма Клінтона; концерт «Дні швейцарсько-української культури» (Київ, галерея «Золоті ворота»)
- 2001 — музичний продюсер фестивалю «Брати блюзу, Різдво» (Україна);
- 2002–2003 — участь у концертній програмі «Music without borders» — «Музика без кордонів»;
- 2003р — участь у найбільшому українському музичному фестивалі у США;
- 2003 р. — Брати Блюзу за участю Олега Левицького презентують свою програму в Українському Домі у Нью-Йорку (США);
- 2003–2004 — В результаті творчих пошуків, та участі у багатьох не комерційних проектах Олег Левицький — запрошений працювати в компанію Roshel's Palace (Нью-Йорк, США);
- 2006 — Брати Блюзу (Braty bluzu) — концертний тур містами Австрії з відомим європейським музикантом Ренс Ньюландом (Rens Newland).

## Дискографія
1996–1998 — творча співпраця і запис альбомів (саксофон) з українською співачкою Ані Лорак:
- 1996 — «Хочу летать»;
- 1998 — «Я вернусь».

«Брати Блюзу» у концерті з нагоди відкриття в Україні швейцарської культурної фундації «Pro-Helvetia». Зліва направо: Олег Левицький, Мирослав Левицький, Степан Кузів, Андрій Мельник, Андрій Вінцерський

Запис альбомів з гуртом «Брати Блюзу»:
- 1996 — «Неділя 19.25»;
- 2000 — Брати блюзу BMG STUDIOS;
- 2002 — Брати блюзу Vienna Woods / Дощ ?
- 2007 — «One autumn concert» live;
- 2012 — The city that never sleep.

## Нагороди

### Особисті
- Конкурс-фестиваль «Зірки Прикарпаття» (Івано-Франківськ, 1992): Олег Левицький (саксофон) — Ґран-прі;
- Фестиваль «Червона Рута» (Донецьк, 1993): Олег Левицький — найкращий виконавець на духових.

### У складі гурту «Брати Блюзу»
- Фестиваль «Червона Рута» (Донецьк, 1993): «Брати Блюзу» — Ґран-прі;
- Фестиваль «Нові Зірки Старого Року» (1993): «Брати Блюзу» — найкраща рок-група року та найкраща група року незалежно від стилю;
- Фестиваль «Пісенний вернісаж» (1995): Спеціальний диплом фестивалю за поєднання музики і хореографії (спільна постановка групи «Брати Блюзу» і модерн-балету «Акверіас» Оксани Лань на композицію «Автентичне життя».